# چهره‌نما
چهره‌نما یکی از کهن‌ترین روزنامه‌های فارسی‌زبان با رویکرد سیاسی و اجتماعی بود که ابتدا در اسکندریه و سپس در قاهره منتشر می‌شد. این نشریه، که از اواخر دورهٔ قاجار تا میانهٔ حکومت پهلوی فعالیت داشت، نقشی مؤثر در شکل‌گیری افکار و عقاید روشنفکران ایرانی ایفا کرد.

## تاریخچه
چهره‌نما به ابتکار و مدیریت عبدالمحمد ایرانی ملقب به مؤدب‌السلطان، تاجر و نویسندهٔ اهل اصفهان، تأسیس شد. او نمایندهٔ شرکت اسلامیه، نهادی اقتصادی با حمایت علما برای مقابله با نفوذ اقتصادی بریتانیا، بود و پس از اقامت در باکو، به مصر مهاجرت کرد. نخستین شمارهٔ روزنامه در ۳۰ محرم ۱۳۲۲ قمری / ۱۵ آوریل ۱۹۰۴ در اسکندریه منتشر شد. مؤدب‌السلطان پیش‌تر آثار دیگری از جمله خط و خطاطان، زرتشت باستان و تاریخ مفصل افغان را نیز منتشر کرده بود.
وی در نخستین شمارهٔ نشریه، هدف آن را «احساس مخاطرات شدید در مقام انسانیت و صلاح اسلامیت و خدمت به دولت و ملت» عنوان کرد. چهره‌نما خود را «روزنامهٔ مصور و آزاد و بدون القاب» معرفی می‌کرد و در آغاز به‌صورت دو هفته‌نامه منتشر می‌شد.

## دوره‌های انتشار
چهره‌نما در طول فعالیت ۵۶ سالهٔ خود، در چهار دوره منتشر شد:
- دورهٔ نخست در اسکندریه بود و حدود یک سال و نیم ادامه یافت تا اینکه در پی آتش‌سوزی چاپخانه، انتشار آن به قاهره منتقل شد. در این دوره، روزنامه منتقد سیاست‌های عین‌الدوله، صدراعظم وقت، بود و پس از چند شماره، ورود آن به ایران ممنوع شد. این ممنوعیت با وساطت میرزا حسن رشدیه برطرف شد.
- دورهٔ دوم از رمضان ۱۳۲۳ تا شوال ۱۳۲۴ قمری در قاهره ادامه داشت و هم‌زمان با جنبش مشروطه، به حمایت از مشروطه‌خواهان پرداخت. از مقالات شاخص این دوره، انتقاد از امین‌السلطان پس از برکناری از صدارت بود. در این دوره، اگرچه از شاه به‌صورت مستقیم انتقاد نمی‌شد، اما مقاله‌ها حاوی مطالب سیاسی قابل‌توجهی بودند. پس از شمارهٔ ۵۴، مؤدب‌السلطان برای سفری پانزده‌ماهه به چند کشور، از جمله ایران، رفت و انتشار نشریه برای مدتی متوقف شد.
- دورهٔ سوم پس از بازگشت او آغاز شد و تا پایان زندگی مؤدب‌السلطان ادامه یافت. این دوره با دورهٔ استبداد صغیر هم‌زمان بود و نشریه به‌صراحت از آزادی‌خواهان حمایت می‌کرد. در این دوره، چهره‌نما نه‌تنها مستبدان، بلکه بنیاد حکومت قاجار را «منافی انسانیت و برخلاف اسلامیت» توصیف کرد. اما با کاهش شور اولیهٔ مشروطه، لحن انتقادی نشریه نیز فروکش کرد و بیشتر به انعکاس اخبار جهانی پرداخت. در دورهٔ رضاشاه، نشریه حالتی محافظه‌کارانه‌تر یافت و محتوای آن با فضای سیاسی وقت هم‌راستا شد.
- دورهٔ چهارم پس از درگذشت مؤدب‌السلطان با مدیریت پسرش منوچهر مؤدب‌زاده ادامه یافت و تا سال ۱۳۳۵ خورشیدی، یعنی پایان انتشار چهره‌نما، ادامه داشت. در این دوره، گزارش‌هایی دربارهٔ اوضاع ایران برای اطلاع‌رسانی به ایرانیان مقیم مصر منتشر می‌شد.

## جایگاه و تأثیر
چهره‌نما، به‌ویژه در دو دورهٔ نخست، بازتاب‌دهندهٔ رخدادهای مهم ایران و اندیشه‌های روشنفکران و مخالفان سیاسی دوران قاجار بود. این نشریه و دیگر مطبوعات مشابه، در شرایطی که روزنامهٔ ملی در داخل کشور وجود نداشت و روزنامه‌های دولتی از اخبار کهنه و سانسورشده استفاده می‌کردند، در گسترش گرایش‌های آزادی‌خواهانه نقش بسزایی ایفا کردند.